# Pseudaphelia
Pseudaphelia é um gênero de mariposa pertencente à família Bombycidae.